# Chambon-sur-Cisse
Chambon-sur-Cisse era una comuna francesa situada en el departamento de Loir y Cher, de la región de Centro-Valle de Loira, que el uno de enero de 2017 pasó a ser una comuna delegada de la comuna nueva de Valencisse.

## Demografía
| Gráfica de evolución demográfica de Chambon-sur-Cisse entre 1800 y 2014 |
|                                                                         |

Los datos demográficos contemplados en este gráfico de la comuna de Chambon-sur-Cisse se han cogido de 1800 a 1999 de la página francesa EHESS/Cassini, y los demás datos de la página del INSEE.